# Henryk Grabowski (oficer)
Henryk Ksawery Franciszek Grabowski (ur. 3 grudnia 1884, zm. 1944) – major kawalerii Wojska Polskiego, agent  wywiadu niemieckiego.

## Życiorys
Urodził się w rodzinie arystokratycznej. W 1923 jako major był zastępcą dowódcy 23 Pułku Ułanów Grodzieńskich. W 1924 został przeniesiony do rezerwy i przydzielony w rezerwie do 23 puł.. Później został zdegradowany za oszustwa. 
Trudnił się szantażem, przyjmował łapówki, w czasie II wojny światowej został też agentem Gestapo. Jako oszust na dużą skalę, posiadający między innymi niemiecką koncesję na handel złotem, podawał się za pułkownika WP z Tarnowskich Gór. Mieszkał w Warszawie. Po ujawnieniu faktu współpracy z Niemcami, 20 lipca 1944 Polskie Państwo Podziemne skazało go na karę śmierci. Został jednak zastrzelony wcześniej, ze względów prewencyjnych.

## Odznaczenia
- Krzyż Walecznych[6][7]